# Міколас Сляжявічус
Міколас Сляжявічус (лит. Mykolas Sleževičius; 21 лютого 1882, біля міста Расейняй, Литва — 11 листопада 1939, Каунас, Литва) — литовський політик міжвоєнних часів, журналіст і культурний діяч, тричі обіймав посаду прем'єр-міністра Литви.
На думку литовських істориків, державотворча діяльність Сляжявічуса має виняткове значення, адже зумовила успіх литовців у боротьбі за незалежність. Саме йому вдалося досягти політичної угоди, об'єднати центральну адміністрацію і залучити місцеве самоврядування, залучити до спротиву загарбникам поряд із литовцями також і національні меншини.

## Життєпис
Народився 1882 року біля міста Расейняй. За освітою юрист та журналіст.
1905 року, навчаючись в Одеському університеті, взяв участь у російській революції. По поверненні до Литви вступив до Литовської демократичної партії, працював журналістом та юристом.
Боровся за державну незалежність Литви від Російської імперії. В 1917—1918 роках керував Найвищою литовською радою в Російській республіці.

### Незалежна Литва
У 1918—1919 роках кілька разів обіймав посаду Прем'єр-міністра Литви. 2 січня 1919 року уряд Сляжявічус останнім потягом переїхав до Каунаса через окупацію Вільнюса поляками. Спішно створював збройні сили Литви за допомогою саксонських добровольців для відбиття нападу Радянської Росії. В умовах політичної кризи в литовській раді — Тарибі, через постійний конфлікт між консерваторами та лівими, Сляжявічус наказав Тарибі не скликати засідань та не заважати працювати.
Від Селянської партії був депутатом Сейму I, II та III скликання.
Ще раз обраний Прем'єр-міністром Литви 1926 року і 28 вересня добився підписання таємної угоди з СРСР, за якою країни мали обмінюватися інформацією про Естонію, Латвію і Польщу та їхні наміри.
Після відходу від політики працював у місті Каунас юристом, також брав участь у мистецькому житті столиці як актор та театральний режисер.
Помер 1939 року у Каунасі, похований на Петрашунському цвинтарі.